# Raymond Massey
Raymond Hart Massey (født 30. august 1896, død 29. juli 1983) var en canadisk/amerikansk skuespiller, der var kendt for sin førende scenetrænet stemme.
Massey studerede ved Oxford University. Han begyndte sin scenekarriere i 1922 og filmdebuterede i 1931. Massey var en respekteret skuespiller i både britiske og amerikanske film.
Han blev såret i både 1. Verdenskrig og 2. Verdenskrig, hvor han tjente i den canadiske hær.
Raymond Massey er far til skuespillerene Daniel Massey og Anna Massey.